# Americus (Geòrgia)
Americus és una població dels Estats Units a l'estat de Geòrgia. Segons el cens del 2000 tenia 17.013 habitants.

## Demografia
Segons el cens del 2000, Americus tenia 17.013 habitants, 6.374 habitatges, i 4.149 famílies. La densitat de població era de 626,8 habitants per km².
Dels 6.374 habitatges en un 32,8% hi vivien nens de menys de 18 anys, en un 34,2% hi vivien parelles casades, en un 27,4% dones solteres, i en un 34,9% no eren unitats familiars. En el 29,6% dels habitatges hi vivien persones soles el 10,5% de les quals corresponia a persones de 65 anys o més que vivien soles. El nombre mitjà de persones vivint en cada habitatge era de 2,52 i el nombre mitjà de persones que vivien en cada família era de 3,14.
Per edats la població es repartia de la següent manera: un 28% tenia menys de 18 anys, un 14,1% entre 18 i 24, un 26,1% entre 25 i 44, un 18% de 45 a 60 i un 13,7% 65 anys o més.
L'edat mediana era de 30 anys. Per cada 100 dones de 18 o més anys hi havia 70,4 homes.
La renda mediana per habitatge era de 26.808 $ i la renda mediana per família de 32.132 $. Els homes tenien una renda mediana de 27.055 $ mentre que les dones 20.169 $. La renda per capita de la població era de 14.168 $. Entorn del 23,4% de les famílies i el 27,7% de la població estaven per davall del llindar de pobresa.

## Poblacions més properes
El següent diagrama mostra les poblacions més properes.